# Paralimnus lugens
Paralimnus lugens är en insektsart som beskrevs av Géza Horváth 1897. Paralimnus lugens ingår i släktet Paralimnus och familjen dvärgstritar. Inga underarter finns listade i Catalogue of Life.